# Trest smrti v Mongolsku
Trest smrti v Mongolsku byl zrušen roku 2016 po předchozím osmiletém moratoriu.

## Historie
V době zrušení trestu smrti existovalo pět trestních činů, za které mohl být udělen. Jednalo se o teroristické činy spáchané z politických důvodů, teroristické činy proti představitelům cizího státu, sabotáž, úkladná vražda s přitěžujícími okolnostmi a znásilnění s přitěžujícími okolnostmi. Popraveni mohli být pouze muži, kterým bylo v době spáchání trestného osmnáct až šedesát let. Ženy k trestu smrti odsouzeny být nemohly.
Podle Amnesty International vykonávalo Mongolsko, podobně jako Čína, Vietnam, Malajsie či Singapur, popravy v tajnosti. Rodina vězně nebyla informována o datu popravy ani o místě, kde byl pohřben. V roce 2007 bylo k trestu smrti odsouzeno 45 lidí, ale počet poprav úřady nezveřejnily.
Do počátku 20. století byl odsouzenec na smrt v Mongolsku držen v uzavřeném prostoru bez východů až do své smrti. Moderním způsobem popravy bylo zastřelení odsouzeného jedinou kulkou do krku.

## Moratorium
V červnu 2009 byl prezidentem Mongolska zvolen odpůrce trestu smrti Cachjagín Elbegdordž, který začal využívat svého práva udílet milost, aby tak zabránil uplatňování trestu smrti. Dne 14. ledna 2010 oznámil, že hodlá využít svého práva k omilostnění všech osob odsouzených k trestu smrti. Uvedl, že většina zemí již zrušila trest smrti a Mongolsko by mělo následovat jejich příkladu. Navrhl jeho nahrazení trestem odnětí svobody v trvání třiceti let. Jeho rozhodnutí vyvolalo kontroverzi. Poté, co Elbegdordž oznámil svůj záměr ve Velkém státním churalu, značný počet poslanců se rozhodl po jeho projevu netleskat, i když je obvyklé, že po prezidentském proslovu potlesk následuje.
Francouzský večerník Le Monde poznamenal, že by prezident mohl mít těžké prosadit zákon o zrušení trestu smrti a také, že pokud by nebyl Elbegdordž znovu zvolen, mohl by být trest smrti v zemi obnoven. Dne 26. června 2013 však Elbegdordž v prezidentských volbách obhájil funkci prezidenta. V úřadu zůstal až do 10. července 2017, kdy jej nahradil Chaltmágín Battulga, který se pokusil trest smrti obnovit.

## Zrušení trestu smrti
Dne 5. ledna 2012 většina poslanců přijala návrh zákona, který měl zrušit v trest smrti. Po dvou letech v rámci oficiálního moratoria Velký státní chural formálně ratifikoval Druhý opční protokol Mezinárodního paktu o občanských a politických právech. Ten má za cíl zrušení trestu smrti. Trest smrti byl oficiálně zrušen zákonem z roku 2015, který nabyl účinnosti 1. července 2016. Mongolsko tak bylo jedním z posledních států bývalého východního bloku, které zrušily trest smrti.

## Navržení obnovení trestu smrti
Dne 16. října 2017 nově zvolený prezident Battulga oznámil, že vytvořil expertní skupinu pro obnovu trestu smrti za úkladnou vraždu spáchanou za přitěžujících okolností a znásilnění za přitěžujících okolností. Koncem listopadu předal svůj návrh ministerstvu spravedlnosti a vnitra. Dne 2. dubna 2018 prezidentův štáb oznámil, že prezident se chystá návrh představit parlamentu.